# Вуд (лунный кратер)
Кратер Вуд (лат. Wood) — древний большой ударный кратер в северо-западной части чаши кратера Ландау в северном полушарии обратной стороны Луны. Название присвоено в честь выдающегося американского физика-экспериментатора Роберта Вильямса Вуда (1868—1955) и утверждено Международным астрономическим союзом в 1970 году. Образование кратера относится к нектарскому периоду.

## Описание кратера
Ближайшими соседями кратера являются кратер Гульстранд на западе-северо-западе; кратер Вегенер на востоке-северо-востоке; кратеры Разумов и Петропавловский на юго-востоке; кратер Фрост на юге-юго-востоке; кратер Дуглас на юге и кратер Перрайн на западе-юго-западе. Селенографические координаты центра кратера — 43°40′ с. ш. 121°50′ з. д. / 43,66° с. ш. 121,83° з. д., диаметр — 84,2 км, глубина — 2,8 км.
Кратер расположен в северо-западной части чаши кратера Ландау, северо-западный участок вала является общим для обоих кратеров. Форма кратера близка к циркулярной, хотя и несколько искажена соседними импактами. Северо-западный участок внутреннего склона вала широкий и доходит почти до центральных пиков. Юго-западная часть вала перекрыта небольшим кратером. Средняя высота вала кратера над окружающей местностью — 1340 м, объем кратера составляет приблизительно 5600 км³. Дно чаши кратера ровное, испещрено множеством мелких кратеров. Имеется группа центральных пиков в форме подковы, несколько смещенная к северо-западу от центра чаши.

## Сателлитные кратеры
| Вуд | Координаты                                              | Диаметр, км |
| --- | ------------------------------------------------------- | ----------- |
| S   | 43°28′ с. ш. 124°01′ з. д. / 43,46° с. ш. 124,01° з. д. | 34,0        |
| T   | 43°55′ с. ш. 124°19′ з. д. / 43,91° с. ш. 124,32° з. д. | 10,5        |